# El Niño (bande dessinée)
Cet article concerne la bande dessinée. Pour les autres significations, voir El Niño (homonymie).
El Niño est une série de bande dessinée d'aventures publiée par Humanoïdes Associés entre 2002 et 2009. Elle est écrite par Christian Perrissin et dessinée par Boro Pavlović.

## Synopsis
Vera Mikhaïlov est infirmière pour la Croix-Rouge. À la mort de son père, d'origine tsigane, elle apprend l'existence d'un frère dont elle ignorait tout : un jumeau monozygote, ce qui est biologiquement impossible. Intriguée, elle décide de partir à sa recherche.
Ce frère siamois, Kolya, s'avère insaisissable. Partout où elle suit ses traces, Vera rebondit vers une nouvelle direction. Petit à petit, grâce aux témoignages recueillis, le portrait de ce frère inconnu s'esquisse.

## Albums
- El Niño, Les Humanoïdes Associés :

1. La Passagère du Capricorne, 2002  (ISBN 2-7316-6137-2).
2. Rio Guayas, 2003  (ISBN 2-7316-6252-2).
3. L'Archipel des Badjos, 2004  (ISBN 2-7316-6350-2)[2].
4. Les Oubliées de Kra, 2005  (ISBN 2-7316-1665-2)[3].
5. Le Paria de Célèbes, 2006  (ISBN 2-7316-1666-0).
6. Le Vent des 120 jours, 2008  (ISBN 978-2-7316-2152-5)[4].
7. Les Passes de l’Hindou Kouch, 2009  (ISBN 978-2-7316-2245-4).

- Le Journal de Vera, 2004.
- El Niño (intégrale), Les Humanoïdes associés, coll. « 40 Ans », 2014  (ISBN 978-2-7316-7044-8).

### Documentation
- Perrissin et Boro (int. par Nicolas Pothier), « Phénomène bédéorologique », BoDoï, no 52,‎ mai 2002, p. 20.